# Rochejean
Rochejean is een gemeente in het Franse departement Doubs (regio Bourgogne-Franche-Comté) en telt 497 inwoners (2005). De plaats maakt deel uit van het arrondissement Pontarlier.

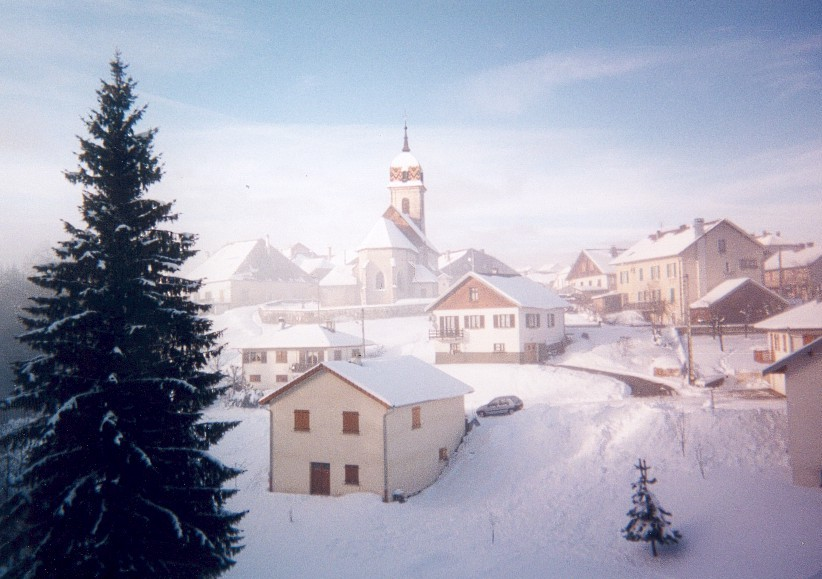
Zicht op Rochejean

## Geografie
De oppervlakte van Rochejean bedraagt 24,3 km², de bevolkingsdichtheid is 20,5 inwoners per km². De gemeente grenst in het zuidoosten aan Zwitserland.
De onderstaande kaart toont de ligging van Rochejean met de belangrijkste infrastructuur en aangrenzende gemeenten.

## Demografie
Onderstaande figuur toont het verloop van het inwonertal (bron: INSEE-tellingen).